# Broeders van de Heilige Joseph
De Broeders van de Heilige Joseph, ook wel Broeders van Heerlen, is een mannelijke congregatie binnen de Rooms-Katholieke Kerk, die in 1874 te Heerlen werd opgericht door Petrus Joseph Savelberg. Een van de bekendste broeders van de congregatie was broeder Aloysius (1854-1942).
Mgr. P.J. Savelberg (1827-1907) had in 1872 al een vrouwelijke congregatie opgericht, de Kleine Zusters van de Heilige Joseph. De broeders waren in 1920 betrokken bij de oprichting van Huize Providentia in Sterksel. Andere vestigingen waren er in Heel (Huize Sint Joseph en Kasteel Heel) en Maastricht (Kasteel Meerssenhoven).
Anno 2016 telde de congregatie in Nederland nog slechts zeven leden, woonachtig in de communiteiten in Heerlen en Koningslust.